# Хельмесбергер, Йозеф (старший)
Йозеф Хельмесбергер (нем. Joseph Hellmesberger; 3 ноября 1828, Вена — 24 октября 1893, Вена) — австрийский скрипач, дирижёр, музыкальный педагог. Сын Георга Хельмесбергера-старшего, брат Георга Хельмесбергера-младшего, отец Йозефа Хельмесбергера-младшего.
Учился у своего отца и с детства выступал под его руководством: первые сольные его выступления состоялись в 1839 году, первые выступления в дуэте с братом — в 1841 году, в 1847 году братья в сопровождении отца совершили гастрольное турне по Германии и Великобритании. В 1849 г. основал Квартет Хельмесбергера, один из первых камерных ансамблей, выступавших под устойчивым названием (в 1887 г. передал партию первой скрипки и руководство квартетом своему сыну). В 1851—1859 гг. профессор скрипки в Венской консерватории, руководил также студенческим оркестром консерватории; с 1851 г. и до конца жизни её директор.
Похоронен на Хитцингском кладбище Вены.